# Лафурш
Лафу́рш (англ. Lafourche Parish, фр. Paroisse de La Fourche) — приход штата Луизиана, США. Официально образован в 1807 году. По состоянию на 2013 год, численность населения составляла 97 141 человек.

## География
По данным Бюро переписи США, общая площадь прихода равняется 3 817,664 км2, из которых 2 766,123 км2 — суша, и 1 051,541 км2, или 28,000 %, — это водоёмы.

## Население
По данным переписи населения 2000 года на территории прихода проживает 89 974 жителя в составе 32 057 домашних хозяйств и 24 299 семей. Плотность населения составляет 32,00 человека на км2. На территории прихода насчитывается 35 045 жилых строений, при плотности застройки около 12,00-ти строений на км2. Расовый состав населения: белые — 82,85 %, афроамериканцы — 12,61 %, коренные американцы (индейцы) — 2,30 %, азиаты — 0,67 %, гавайцы — 0,02 %, представители других рас — 0,58 %, представители двух или более рас — 0,97 %. Испаноязычные составляли 1,43 % населения независимо от расы.
В составе 37,80 % из общего числа домашних хозяйств проживают дети в возрасте до 18 лет, 59,10 % домашних хозяйств представляют собой супружеские пары, проживающие вместе, 12,40 % домашних хозяйств представляют собой одиноких женщин без супруга, 24,20 % домашних хозяйств не имеют отношения к семьям, 19,60 % домашних хозяйств состоят из одного человека, 7,80 % домашних хозяйств состоят из престарелых (65 лет и старше), проживающих в одиночестве. Средний размер домашнего хозяйства составляет 2,75 человека, и средний размер семьи 3,17 человека.
Возрастной состав прихода: 27,30 % моложе 18 лет, 10,50 % от 18 до 24, 29,70 % от 25 до 44, 21,30 % от 45 до 64 и 21,30 % от 65 и старше. Средний возраст жителя прихода 34 лет. На каждые 100 женщин приходится 95,20 мужчин. На каждые 100 женщин старше 18 лет приходится 91,30 мужчин.
Средний доход на домохозяйство прихода составлял 34 910 USD, на семью — 40 504 USD. Среднестатистический заработок мужчины был 34 600 USD против 19 484 USD для женщины. Доход на душу населения составлял 15 809 USD. Около 13,20 % семей и 16,50 % общего населения находились ниже черты бедности, в том числе — 21,90 % молодёжи (тех, кому ещё не исполнилось 18 лет) и 18,30 % тех, кому было уже больше 65 лет.